# Myrmechis bakhimensis
Myrmechis bakhimensis är en orkidéart som beskrevs av D.Maity, N.Pradhan och Maiti. Myrmechis bakhimensis ingår i släktet Myrmechis och familjen orkidéer.
Artens utbredningsområde är Sikkim. Inga underarter finns listade i Catalogue of Life.